# William's Green
William's Green är en by (hamlet) i Suffolk, Östra England, nära Hadleigh Heath.